# Durrell Summers
Durrell La Faunce Summers (Detroit, Míchigan, 2 de abril de 1990) es un baloncestista estadounidense. Con 1,96 metros de estatura, juega en la posición de escolta.

## Trayectoria deportiva
Jugó durante 4 temporadas en la NCAA I con los Michigan State Spartans (2007-2011), con el que llegó al Final Four Nacional, entre los 4 mejores del país en 2009 y 2010. En 2009 llegaron a la final frente a North Carolina y en 2010 a la semifinal frente a Butler University. Tras no ser elegido en el Draft de la NBA de 2011, Summers jugó en 4 equipos de la D League de la NBA, como Maine Red Claws, Idaho Stampede, Reno Bighorns y Westchester Knicks. Disputó algunos partidos de pretemporada con los Charlotte Bobcats de la NBA. 
Más tarde, se convertiría en un trotamundos del baloncesto mundial, ya que jugaría en Australia, Francia, Hungría e Israel.
En la temporada 2015/2016 jugó en México en Frailes de Guasave con promedios de 21,4 puntos y 4,6 rebotes. Pasó luego a Valdivia con promedios de 22,1 puntos y 4,2 rebotes. También jugó Liga Sudamericana con Valdivia con promedios de 25,7 puntos y 8,7 rebotes.
En la temporada 2016/2017 jugó en Valdivia Chile siendo también el máximo anotador de la Liga Nacional con  unos promedios de 29,7 puntos, 38,9 minutos, 8,1 rebotes en 41 partidos.
Después de acabar su periplo en Chile, en marzo de 2017 firmó con Olimpo de Bahía Blanca, realizando promedios de 21,8 puntos y 6,8 rebotes en 32,5 minutos. Meses después, el jugador se marcharía a Weber Bahía en Liga Nacional con el que realizaría unos promedios de 9,1 puntos, 3,3 rebotes y 22,5 minutos, en 15 partidos, entre abril y junio de 2017.
Summers jugó la temporada 2017/2018 en las filas del Club Social y Deportivo Osorno Básquetbol en Chile, siendo el máximo anotador del torneo con 28,7 puntos, 38,4 minutos, 6,8 rebotes, en 29 partidos jugando para Osorno. Con ese equipo también jugó Liga Sudamericana con promedios de 22 puntos y 7 rebotes.
En marzo de 2018, firma por Atlético Echagüe Club, regresando así a la Liga Nacional de Básquet.
En verano de 2018, regresa a Europa para jugar en las filas del Kauhajoen Karhu, donde realiza unos promedios de 18,56 puntos en la Korisliiga y unos promedios de 13,22 puntos en la Basketball Champions League.
En febrero de 2019, se compromete con el Eisbären Bremerhaven de la Basketball Bundesliga.
En marzo de 2025 reforzó a los Paisas BBC de Colombia en la BCLA, haciendo su debut ante el Flamengo.